# مهدي رضا
مهدي رضا أحمد، لاعب كرة قدم قطري.

## مسيرة اللاعب
لعب في نادي الخور ونادي البدع.

## روابط خارجية
- مهدي رضا على موقع Soccerway.com (الإنجليزية)